# Бойд, Уиннет
Уиннет Бойд (англ. Winnett Boyd; 17 октября 1916 —  30 января 2017, Линдсей, Канада) — канадский инженер, разработавший первый канадский реактивный двигатель Чинук, реактивный двигатель Оренда и ядерный реактор в Чолк-Ривере, Онтарио.

## Биография
Родился в северном Уэльсе, где его отец, Уиннет Уорнаби Бойд, служил во время Первой мировой войны. Его мать, Марджери Стерн Сэнт Джордж, была американкой. В 1917 году семья переехала в Канаду. Они жили в Бобсайгоне, Порт-Хоупе и Торонто. В 1935 году начал обучение на механико-инженерном факультете Школы прикладных наук Университета Торонто. В 1939 году получил степень бакалавра, ему была предложена стипендия в Массачусетском технологическом институте. Там он проработал и проучился в течение года .
Осенью 1944 года поступил на службу в Королевскую Канадскую армию, а затем перешёл в Национальный научно-исследовательский совет Канады. В 1943-1944 годах он изучал реактивные двигатели в Великобритании, затем начал работать на Turbo Research Limited во главе отдела по разработке двигателей. Правительство Канады запросило организацию построить первый в Канаде реактивный двигатель. Бойд и его команда начали разработку TR.3 в 1945 году. Вскоре TR.3 был заброшен из-за нового меньшего по размеру решения — TR.4, которое затем было названо Чинук. В 1946 году Turbo Research Limited была продана Авро Эйркрафт Лимитед. Продолжил работу над двигателем и в марте 1948 года двигатель Чинук был впервые запущен. Позже разработал TR.5, который назвали Оренда (впервые запущен в феврале 1949 года) — он был наиболее мощным из существующих реактивных двигателей в 1949—1952 годах. В 1950 году ушёл из АЭЛ. В 31 год он стал самым молодым обладателем медали выпускника Торонтского университета за достижения в инженерном деле.
В 1951 году был ответственным за разработку Национального исследовательского всеобщего ядерного реактора. В 1972 году баллотировался от прогрессивно-консервативной партии на выборах в округе Йорк-Скарборо (проиграл кандидату от Либеральной партии).